# Борово (Благоєвградська область)
Бо́рово (болг. Борово) — село в Благоєвградській області Болгарії. Входить до складу громади Гоце Делчев.

## Населення
За даними перепису населення 2011 року у селі проживали 1138 осіб.
Національний склад населення села:
| Національність   | Кількість осіб | Відсоток |
| ---------------- | -------------- | -------- |
| болгари          | 984            | 98,5%    |
| цигани           | 7              | 0,7%     |
| інша             | 7              | 0,7%     |
| Всього відповіли | 999            |          |

Розподіл населення за віком у 2011 році:
Динаміка населення: